# 10103 Jungfrun
10103 Jungfrun (1992 DB9) là một tiểu hành tinh vành đai chính được phát hiện ngày 29 tháng 2 năm 1992 ở Đài thiên văn Nam Âu. Nó được đặt theo tên Jungfrun, the largest sea stack ở Gotland.